# Colosimi
Colosimi (Culuasimi in calabrese) è un comune italiano di 1 104 abitanti, posto nella Sila Piccola, in provincia di Cosenza.

## Geografia fisica
Il territorio di Colosimi è montuoso: situato nei contrafforti meridionali della Sila, ha un'altitudine compresa fra i 709 e 1495 m s.l.m., nella valle del torrente Bisirico, affluente di sinistra del Savuto. Il capoluogo è posto a circa 870 metri s.l.m.
La maggior parte del territorio è coperta da boschi, soprattutto di castagni. I corsi d'acqua hanno carattere torrentizio.
L'altitudine fa sì che il clima sia di tipo continentale, con inverni rigidi ed estati fresche; in media si hanno oltre 100 giorni piovosi l'anno.
- Classificazione climatica: zona E, 2537 GR/G

## Origini del nome
L'etimologia è legata al cognome calabro Colosimo, molto diffuso nella zona. Il nome deriverebbe dal greco kalosmos, ossia "profumato".

## Storia
Dal punto di vista urbanistico, il territorio comunale si presenta come un insieme di undici piccoli villaggi, compreso il capoluogo, il cui popolamento avvenne a partire dal XVII secolo. Si ritiene che fino ai primi decenni del Seicento Colosimi fosse abitata soltanto nella stagione estiva e che i primi abitanti permanenti si siano stabiliti nel territorio di Colosimi in conseguenza di alcune calamità succedutesi nel XVII secolo, quali carestie e terremoti, soprattutto il terremoto del 27 marzo 1638, le quali indussero molte famiglie sciglianesi a trasferirsi nei casali dove possedevano terreni.
La storia di Colosimi prima dell'autonomia amministrativa (1811) è legata alle vicende politiche dell'Università di Scigliano, una città demaniale. Fino al 1820 al comune di Colosimi appartennero anche i territori del comune di Bianchi, divenuto autonomo in quell'anno.
Nel 1813 Colosimi vedeva nascere una delle più antiche Officine Massoniche, ossia la loggia Mamertini la quale, assieme alla Ginnosofisti silani di Carlopoli e a La Sila di Decollatura, può essere definita una delle fucine culturali di queste lande montane nel XIX secolo.

## Società

### Evoluzione demografica
Abitanti censiti

## Cultura

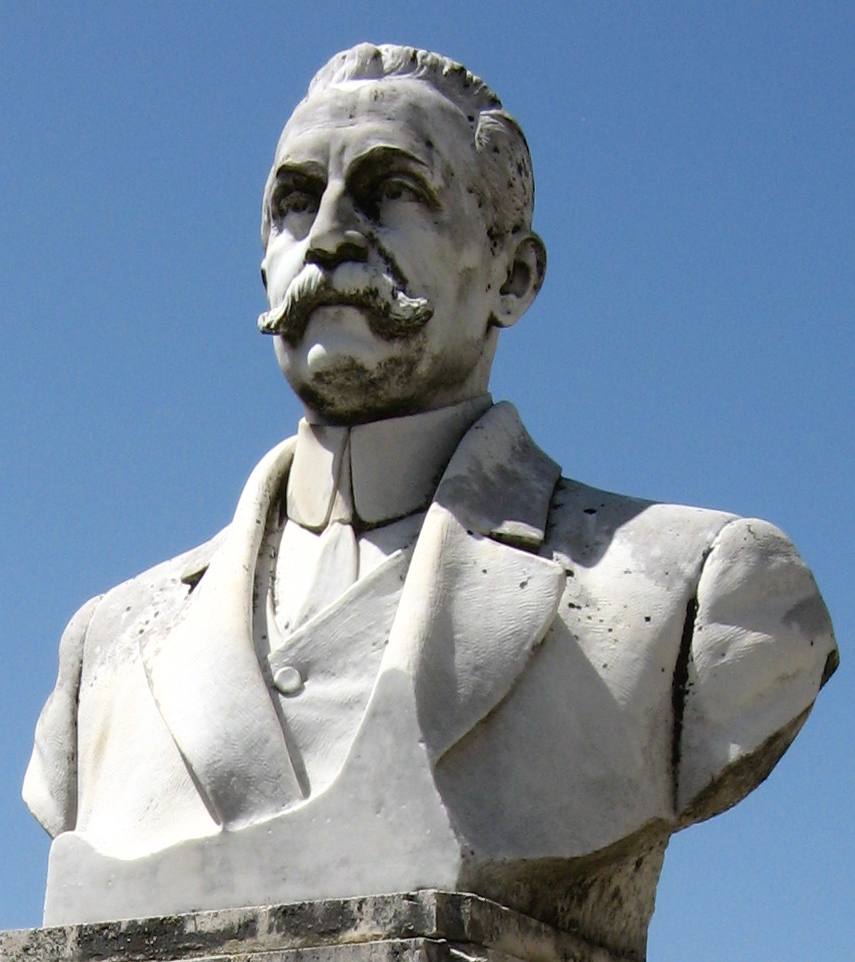
Monumento a Gaspare Colosimo

Le singole frazioni partecipano di differenti tradizioni. Le frazioni di Rizzuti, Coraci, Arcuri-Gigliotti e Carrano possedevano una propria parrocchia e festeggiavano rispettivamente Santa Maria delle Grazie (in agosto), la SS. Trinità, San Vito e Santa Barbara. Tutte le parrocchie sono comprese  nell'Arcidiocesi di Cosenza-Bisignano. Carrano, una delle tante frazioni di Colosimi, ancora oggi mantiene le sue tradizioni come quella del pane fatto di grano con un forno a legna in comune. Tra le particolarità, da segnalare la frazione Melilla, omonima delle più famose Melilla presenti sul pianeta delle quali la più rinomata è quella iberica, enclave spagnola in terra africana insieme a Ceuta.

## Infrastrutture e trasporti
Colosimi è lambita dalla Strada statale 19 delle Calabrie, la quale attraversa la frazione Coraci. Colosimi è tuttavia collegata all'A2-Autostrada del Mediterraneo, a cui si accede dallo svincolo di Altilia-Grimaldi, per mezzo della Strada statale 616 di Pedivigliano, lunga 16 km, che parte ugualmente dalla frazione Coraci. Percorrendo questa strada si possono raggiungere agevolmente in pochi minuti le spiagge del mar Tirreno, immettendosi nello svincolo di Altilia-Grimaldi sulla A2-Autostrada del Mediterraneo ed uscendo a quello di Falerna (CZ).
Sempre da Coraci ha origine la Strada Statale 108 bis Silana di Cariati: il percorso iniziale lambisce la frazioni Volponi, attraversa il Rione Ischi e la parte più alta del centro abitato di Colosimi e dopo un percorso di circa 18 km consente di raggiungere, dopo aver toccato Bocca di Piazza, frazione di Parenti, il lago Ampollino.
Tramite una strada provinciale da Colosimi si può arrivare a Soveria Mannelli dopo circa 8 km; una diramazione della stessa provinciale invece si dirige verso Bianchi. Su tale tragitto si attraversa la frazione Mascari.
Colosimi era servita con una propria Stazione dalla linea Catanzaro - Cosenza delle Ferrovie della Calabria.

## Amministrazione

Il gonfalone comunale

Lista dei sindaci del comune a partire dal 1995.
| Periodo        | Periodo        | Primo cittadino      | Partito           | Carica  | Note              |
| -------------- | -------------- | -------------------- | ----------------- | ------- | ----------------- |
| 23 aprile 1995 | 12 giugno 2004 | Anna Aurora Colosimo | Lista civica      | sindaco | [ 7 ] [ 8 ] [ 9 ] |
| 12 giugno 2004 | 25 maggio 2014 | Raffaele Rizzuto     | Nuova Colosimi    | sindaco | [ 10 ] [ 11 ]     |
| 25 maggio 2014 | 26 maggio 2019 | Manolo Talarico      | Colosimi Cresce   | sindaco | [ 12 ] [ 13 ]     |
| 26 maggio 2019 |                | Giovanni Lucia       | Insieme Possiamo! | sindaco |                   |